# Trigger Warning
Trigger Warning – czwarty minialbum grupy muzycznej Knife Party, wydany 20 listopada 2015 roku przez EarStorm.

## Lista utworów
1. "PLUR Police" - 4:05
2. "Parliament Funk" - 4:20
3. "Kraken" (Knife Party & Tom Staar) - 4:50
4. "PLUR Police" (Jauz Remix) - 3:45